# Matt Calvert
Matthew „Matt“ Calvert (* 24. Dezember 1989 in Brandon, Manitoba) ist ein ehemaliger kanadischer Eishockeyspieler. Der Flügelstürmer bestritt zwischen 2010 und 2021 über 500 Partien für die Columbus Blue Jackets und die Colorado Avalanche in der National Hockey League (NHL).

## Karriere
Matt Calvert begann seine Karriere als Eishockeyspieler in seiner Heimatstadt bei den Brandon Wheat Kings, für die er von 2007 bis 2010 in der kanadischen Juniorenliga Western Hockey League aktiv war. In der Saison 2009/10 wurde er in das zweite All-Star Team der Eastern Conference der WHL gewählt. Zudem wurde er mit der Wahl in das All-Star Team des Finalturniers um den Memorial Cup, dessen Gastgeber die Brandon Wheat Kings waren, ausgezeichnet. Während seiner Juniorenzeit wurde der Flügelspieler im NHL Entry Draft 2008 in der fünften Runde als insgesamt 127. Spieler von den Columbus Blue Jackets ausgewählt. Für die Blue Jackets gab er in der Saison 2010/11 sein Debüt in der National Hockey League und erzielte dabei in 42 Spielen 20 Scorerpunkte, davon elf Tore. Parallel bestritt er 38 Spiele für Columbus’ Farmteam Springfield Falcons in der American Hockey League, wobei er 25 Scorerpunkte, davon 13 Tore, erzielte. Nach zwei weiteren Saisons im Wechsel zwischen AHL und NHL etablierte sich Calvert mit Beginn der Spielzeit 2013/14 im Aufgebot der Blue Jackets.
Nach acht Jahren in Columbus erhielt Calvert am Ende der Saison 2017/18 keinen neuen Vertrag von den Blue Jackets, sodass er sich im Juli 2018 als Free Agent der Colorado Avalanche anschloss. Dort war er drei Jahre aktiv, wobei er von der Spielzeit 2020/21 verletzungsbedingt einen Großteil verpasste. Anschließend verkündete er im Juli 2021 das Ende seiner aktiven Karriere. Insgesamt hatte er 566 NHL-Partien bestritten und dabei 203 Scorerpunkte verzeichnet.

## Erfolge und Auszeichnungen
- 2010 WHL East Second All-Star Team
- 2010 Memorial Cup All-Star Team

## Karrierestatistik
(Legende zur Spielerstatistik: Sp oder GP = absolvierte Spiele; T oder G = erzielte Tore; V oder A = erzielte Assists; Pkt oder Pts = erzielte Scorerpunkte; SM oder PIM = erhaltene Strafminuten; +/− = Plus/Minus-Bilanz; PP = erzielte Überzahltore; SH = erzielte Unterzahltore; GW = erzielte Siegtore; 1 Play-downs/Relegation; Kursiv: Statistik nicht vollständig)